# 小花折柄茶
小花折柄茶（学名：Hartia micrantha），为山茶科折柄茶属下的一个植物种。